# Урбани, Карло
Ка́рло Урба́ни (итал. Carlo Urbani; 19 октября 1956, Кастельпланио — 29 марта 2003, Бангкок) — итальянский вирусолог, врач, первым идентифицировавший тяжёлый острый респираторный синдром (SARS) как новое и опасное инфекционное заболевание.
Карло Урбани входил в состав делегации организации Врачи без границ, работал в проектах по изучению генома ВИЧ, малярии и туберкулеза.
28 февраля 2003 года из французской частной больницы в Ханое (Вьетнам) поступил запрос в ВОЗ о консультации больного с необычным гриппоподобным заболеванием. На этот запрос отозвался Урбани. При осмотре больного Урбани сделал вывод, что это заболевание не является обычным респираторным заболеванием или пневмонией. Он немедленно распорядился использовать маски и защитную одежду всему медицинскому персоналу, потребовал от властей Вьетнама введения карантина и проведения противоэпидемических мероприятий.
Благодаря его раннему предупреждению, Всемирная организация здравоохранения сумела вовремя организовать эффективные контрмеры. 
Карло Урбани умер, заразившись атипичной пневмонией во время лечения пациентов.